# Practolol
 (août 2025).
Le practolol, connu sous les noms de marque Eraldin, Dalzic, Praktol, Cardiol, Pralon, Cordialina, Eraldina, et Teranol, est un bêtabloquant sélectif du récepteur β1-adrénergique qui a été utilisé dans le traitement d'urgence des arythmies cardiaques. Il est commercialisé en 1970 par Imperial Chemical Industries,.
Le practolol n'est plus utilisé, car il a été prouvé hautement toxique malgré la similitude de sa formule chimique avec le propranolol. Il est en effet responsable de cécité chez certains patients, effet décrit dès 1974. Il est ainsi retiré du marché en 1975.

## Effets indésirables
Les effets indésirables du practolol sont similaires à ceux des autres bêtabloquants, tels que la bronchoconstriction, l'insuffisance cardiaque, le syndrome de Raynaud, l'asthénie et l'hypoglycémie,.
De plus, l'utilisation chronique du practolol peut provoquer un syndrome oculo-muco-cutané,, un syndrome grave dont les signes incluent une conjonctivite sèche, des éruptions psoriasiformes et des otites, le tout pouvant entraîner une cécité. Ce syndrome n'a pas été observé avec d'autres bêta-bloquants de ce type.

## Chimie
Le log P expérimental du practolol est de 0,79. Son log P calculé varie quant à lui de 0,53 à 0,83,,. C'est un bêta-bloquant hydrophile, à faible lipophilie.
Le practolol est un dérivé de n-(4-hydroxyphenyl)-acétamide dans lequel l'hydrogène du groupement phénol est substitué par un groupement 3-(isopropylaminoamino)-2-hydroxypropy.